# Verlangen (Winterson)
Verlangen (Originaltitel The Passion) ist der zweite Roman der britischen Schriftstellerin  Jeanette Winterson. Er erschien 1987 in Großbritannien und 1988 in deutscher Sprache zunächst bei Klett-Cotta und 1993 als Taschenbuch im dtv-Verlag. Die Übersetzung des Romans erfolgte durch Bettina Runge.
Der kurze Roman, der im englischen Original nur 160 Seiten lang ist, spielt zu Beginn des 19. Jahrhunderts. Er erzählt das Schicksal Henris, eines jungen französischen Soldaten im Heer Napoleons, und der aus Venedig stammenden Villanelle, deren Lebenswege sich während des Russlandfeldzugs 1812 kreuzen. Die Handlung des Romans weist Elemente von Magischem Realismus auf.
Verlangen wurde 1987 mit dem John Llewellyn Rhys Prize ausgezeichnet. Es war der zweite angesehene Literaturpreis für Winterson, nachdem sie bereits 1985 für ihren autobiografisch geprägten Debütroman Orangen sind nicht die einzige Frucht mit dem Whitbread First Novel Award ausgezeichnet worden war. Beide Romane gelten heute als Klassiker der britischen Literatur im 20. Jahrhundert. 2015 wählten 82 internationale Literaturkritiker und -wissenschaftler beide Romane Wintersons auf die Auswahlliste der hundert bedeutendsten britischen Romane.

## Handlung
Der junge Henri, der vom Land stammt, ist ein frischer Rekrut der napoleonischen Armee und träumt davon, in ihr als Trommler zu dienen. Der rekrutierende Offizier befindet aber, dass seine Hände dafür zu schwach sind und schickt den Jungen zum Küchendienst. Wichtigste Aufgabe der Küche, jederzeit ein gebratenes Hühnchen für Napoleon servierfertig bereitzuhalten, der sich nur davon zu ernähren scheint. Die Aufgabe Henris besteht zunächst einzig darin, die Hühnerställe auszumisten und die Hühner zu töten, die im Küchenzelt zubereitet werden. Bald wird ihm jedoch auch die Aufgabe aufgetragen, Napoleon die Hähnchen aufzutragen. Henri ist sich dabei bewusst, dass ihm diese Aufgabe nur übertragen wird, weil er mit seiner geringen Körpergröße Napoleon nicht überragt.
Henri findet zunächst Trost darin, seinem Idol Napoleon zu dienen. Die Härte des Kriegslagers in Boulogne zu Beginn des Jahres 1805 führt jedoch dazu, dass  er zunehmend von Napoleon desillusioniert ist. Er freundet sich mit Domino an, dem kleinwüchsigen Pferdepfleger Napoleons und mit dem Iren Patrick, einem ehemaligen katholischen Priester, dessen ungewöhnliche Scharfsicht zu seiner unehrenhaften Entlassung aus dem Kirchendienst und seiner Aufnahme in Napoleons Armee führte: Von einer Säule aus beobachtet er, was auf den englischen Schiffen an der britischen Küste passiert.
In Venedig beginnt für die schöne und mysteriöse Villanelle das Jahr 1805 mit einem gebrochenen Herzen. Die Tochter eines Gondolieres, die in einem von Venedigs Kasinos arbeitet, liebt es, sich als junger Mann zu verkleiden und so die Kunden an ihrem Spieltisch zu verwirren. Am Spieltisch trifft sie auf eine wohlhabende Venezianerin, die sie in ihrer Erzählung als Pik-Dame bezeichnet. Die beiden verlieben sich einander und haben während der Abwesenheit von Pik-Dames Ehemann eine leidenschaftliche Beziehung miteinander. Durch Zufall wird Villanelle Zeuge des liebevollen Umgangs zwischen Pik-Dame und ihrem Ehemann. Desillusioniert geht sie eine Ehe mit einem wohlhabenden Venezianer ein, den sie körperlich als abstoßend empfindet.
Mehrere Jahre später marschiert Napoleon und seine Grande Armée ins brennende Moskau ein. Angewidert von Napoleons endlosem Krieg beschließt Henri zu desertieren. Ihm schließen sich Patrick und die schöne Prostituierte Villanelle an. Während der Flucht erzählt Villanelle wie ihr Ehemann sie nach einer verlorenen Wette an einen Offizier der Grande Armée verkaufte. Sie erzählt auch davon, wie Pik-Dame ihr buchstäblich das Herz gestohlen hat. Während der Flucht geben Henri und Villanelle als Ehepaar aus und bald verführt Villanelle auch Henri. Während Patrick auf der Flucht stirbt, erreichen beide Venedig, wo Henri liebevoll von Villanelles Familie aufgenommen wird. Henri stiehlt aus Pik-Dames Haus Villanelles Herz zurück und wenig später tötet Henri, den es zunehmend danach verlangt, in seine französische Heimat zurückzukehren, Villanelles Ehemann, indem er dessen Herz herausschneidet.
Obwohl es ihm möglich gewesen wäre, allen Anschuldigungen zu entgehen, bekennt sich Henri zu dem Mord an Villanelles Ehemann. Villanelle gelingt es, dass Todesurteil abzuwenden, indem sie ihn für verrückt erklären lässt. Er wird in einem Irrenhaus auf einer Insel in der Bucht Venedigs eingesperrt, von wo aus er Venedigs Bucht überschauen kann. Sein Schicksal gleicht damit dem Napoleons, der mittlerweile auch auf einer Insel gefangen lebt. Villanelle, die mittlerweile von Henri schwanger ist, besucht Henri regelmäßig und könnte auch seine Flucht erreichen. Henri bricht jedoch jeglichen Kontakt mit Villanelle ab, als diese sich unverändert weigert, ihn zu heiraten und ihm auch klarmacht, dass sie niemals Venedig verlassen würde, wo er nach einer erfolgreichen Flucht nicht leben könne. Während Villanelle sich damit arrangiert, dass ihr Verlangen nach der Pik-Dame unerfüllt bleiben wird, wird Henri tatsächlich zunehmend wahnsinnig. In seinem Wahn fühlt er sich von den Seelen längst verstorbener Freunden besucht. Manchmal jedoch kann er es nicht vermeiden, Villanelle zu sehen, wie sie gemeinsam mit der mittlerweile geborenen Tochter an seinem Gefängnis vorbeirudert.

## Trivia
- Im Nachwort zu ihrem Roman dankt Jeanette Winterson ihrer Schriftstellerkollegin Ruth Rendell, die der jungen Autorin ihr Ferienhaus zur Verfügung stellte, damit diese an ihrem Roman arbeiten konnte.[3]
- In John Irvings Roman Straße der Wunder wird von der Hauptperson erzählt: „Was Jeanette Wintersons Buch Verlangen anging, so mochte Juan Diego den Roman sehr; er hatte ihn zwei- oder dreimal gelesen und schaute immer wieder mal rein.“[4]

## Ausgaben
- 1987 The Passion (Roman), Bloomsbury, London, England.
  - Verlangen, Roman;  dt. von Bettina Runge; Klett-Cotta, Stuttgart 1988. ISBN 3-608-95610-7.
  - als dtv-Taschenbuch: München 1993, ISBN 3-596-11716-X.

## Einzelbelege
1. ↑  The Guardian:The best British novel of all times – have international critics found it?, aufgerufen am 31. Januar 2016
2. ↑  Jeanette Winterson: The Passion, S. 5.
3. ↑  Jeanette Winterson: The Passion, S. 160
4. ↑  Zürich 2016. S. 338.